# Marij Kogoj
Marij (Julij) Kogoj, slovenski skladatelj, * 20. september 1892, Trst, † 27. februar 1956, Bokalce, Ljubljana.

## Življenje
Rojen je bil z imenom Julij, a so bili njegovi krstni dokumenti pomotoma poimensko zamenjani z dokumenti njegovega pokojnega brata Marija (1895–1896). Oče Štefan mu je kmalu umrl, mati Angela (rojena Filippini) pa je družino z več otroki zapustila. Marija so kot občinsko siroto poslali v Kanal ob Soči. 
V osnovni šoli je njegovo nadarjenost odkrila njegova učiteljica in ko jo je zaključil, so mu omogočili šolanje v Gorici na gimnaziji, vendar pa te šole ni končal. Želel se je posvetiti glasbi, ki ga je povsem prevzela. V začetku je bil glasbeni samouk. Komponirati je začel leta 1910, (preden je bil sploh primerno izobražen). Brez denarnih sredstev je med letoma 1914 in 1917 kompozicijo študiral na Dunaju (Franz Schreker) in leta 1918 na Schwarzwaldski šoli pri Arnoldu Schoenbergu. Da se je med študijem lahko preživljal, je moral opravljati težaška dela.
Med 1. svetovno vojno se je preselil v Gorico, nato pa v Ljubljano. Preživljal se je s pisanjem kritik v tedanjih časnikih, in s temi kritikami se je mnogim tudi zameril. Končno je dobil službo v ljubljanski operi kot korepetitor in dirigent. V tem času je mnogo komponiral. Objavil je nekaj samospevov, zborovskih in mladinskih skladb.
Leta 1919 se je poročil z Marijo Podlogar iz Gradeža pri Turjaku, ki je bila šivilja in pevka v zboru ljubljanske opere. V zakonu so se jima rodili trije otroci. Žena je imela na Gradežu manjšo domačijo, kamor so občasno prihajali. Živel in glasbeno deloval je predvsem v Ljubljani. Lepota ter čudovitost pokrajine in okolica Gradeža sta ga privabljali in tudi skladateljsko navdihovali. Na Gradež je v ženino hišico pripeljal tudi klavir. Mnoge svetovno priznane skladbe je ustvaril prav v tem okolju.
Njegov ustvarjalni zagon se je po letu 1930 ustavil zaradi bolezenskih znakov shizofrenije. Od leta 1932 do smrti je živel v bolnišnici za duševne bolezni.
Tenorist Marij Kogoj je bil njegov sin.

## Dela
Njegova dela uvrščamo med glasbeni ekspresionizem, ki ga dopolnjuje s komponističnimi prvinami pozne romantike politonalnosti in osamosvojenih disonanc. Vrhunec njegovega opusa predstavlja opera Črne maske (krstno uprizorjena leta 1929), po tem letu pa se skladatelj začne nagibati h glasbenem neoklasicizmu. Mnogo njegovih skladb in glasbeno-teoretskih del je ostalo nedokončanih.

## V spomin
V spomin skladatelju je vsako leto prirejen mednarodni glasbeni festival Kogojevi dnevi, ki se odvijajo v Kanalu, Novi Gorici, Gorici (Italija) in Benečiji (Italija). V Kanalu ob Soči pa je na ogled tudi stalna razstava Marija Kogoja in njegov doprsni kip.
V spomin in zaradi priljubljenosti skladatelja so Turjaški krajani že 13. maja 1956, torej slabe 3 mesece po smrti, ustanovili kulturno društvo in ga poimenovali KUD Marij Kogoj – s privolitvijo bližnjih skladateljevih sorodnikov (sina).
Leta 1992 so šolo Glasbene matice Trst poimenovali po skladatelju Mariju Kogoju ob njegovi stoletnici rojstva.
Po njem se imenuje ulica v Luciji.